# Aborigeni di Taiwan

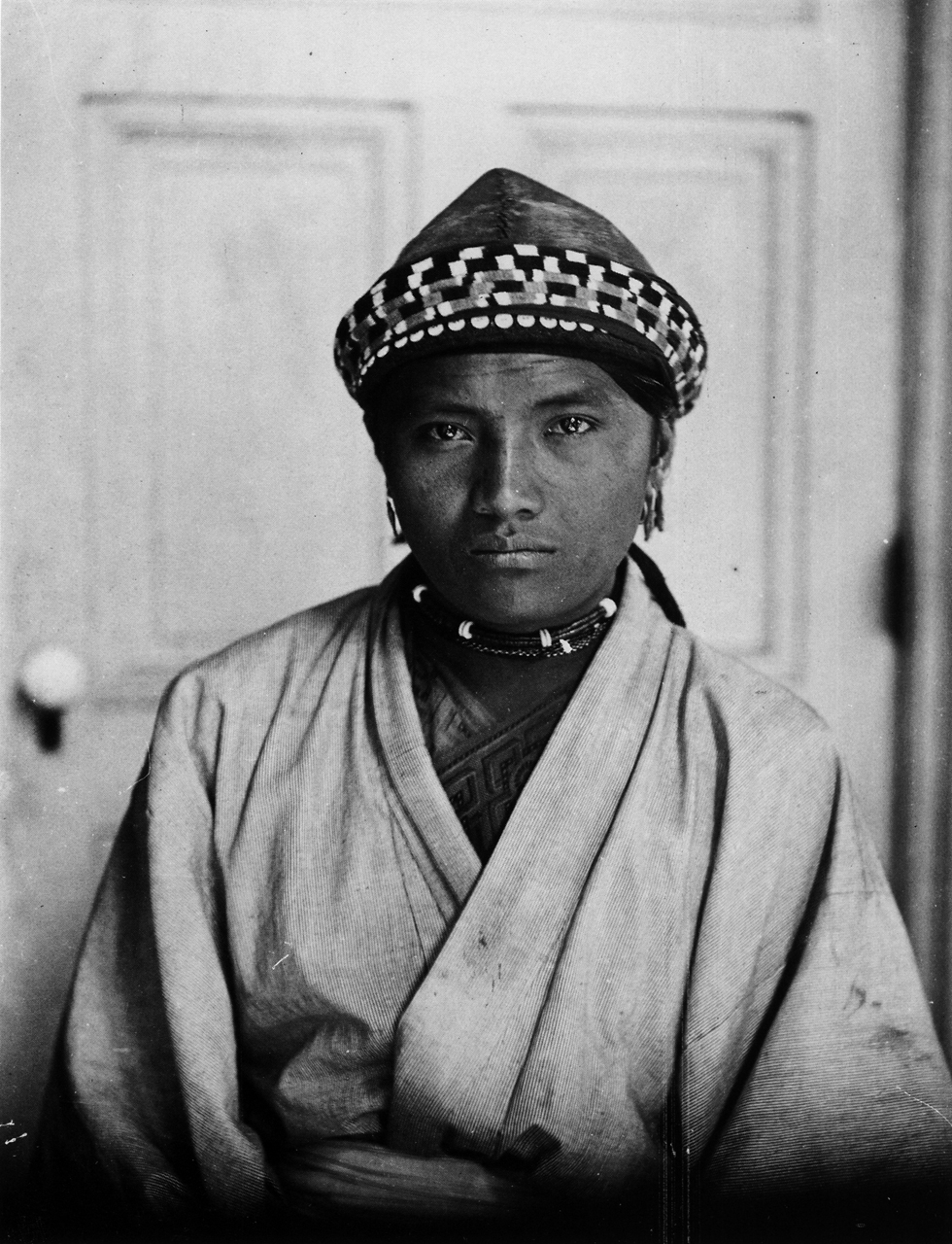
Un capo villaggio Rukai in visita al Dipartimento di Antropologia dell'Università Imperiale di Tokyo durante la dominazione giapponese di Taiwan.

Con aborigeni di Taiwan o aborigeni taiwanesi (o Gaoshan; pinyin: Yuánzhùmínzú 原住民族; Taiwanese Pėh-ōe-jī: gôan-chū-bîn, letteralmente "abitanti nativi") si designano le popolazioni autoctone di Taiwan, dirette discendenti degli abitanti dell'isola precedentemente alla colonizzazione cinese nel XVII secolo. Il loro idioma appartiene al ceppo delle lingue austronesiane, il che ne indica le origini comuni con i popoli malesi delle Filippine, dell'Indonesia, della Malaysia e del Madagascar.

## Storia
Taiwan (o anche colonialmente Formosa) è riconosciuta da alcuni linguisti e letterati come la terra da cui è nata la famiglia delle lingue austronesiane, la cui origine risale a circa 5.000 anni fa, in seguito all'evoluzione rispetto alla matrice originale (proveniente dall'Asia meridionale) a causa del lungo distacco da quest'ultima. L'evidenza linguistica mostra una maggiore diversità di linguaggi presenti a Taiwan che in altre aree di lingua austronesiana; si notano inoltre anche separazioni linguistiche più recenti, a testimonianza di insediamenti contemporanei.
Secondo la classificazione del governo taiwanese, vi sono 12 gruppi linguistici distinti (lingue formosane), ma diverse testimonianze indicano che ve ne siano fino ad addirittura 26. Alcuni popoli, come Babuza, Popora, Hoanya, Siraya, Taokas, e Pazeh, furono riconosciuti solo nel 1945, così che i loro idiomi cominciarono a venire studiati da parte di ricercatori giapponesi.
Le più recenti testimonianze della vita aborigena a Taiwan ci vengono fornite da studiosi danesi, giapponesi, e i cinesi. La Compagnia Olandese delle Indie Orientali (VOC) descrisse dettagli degli incontri dei propri marinai con popoli nella pianura occidentale così come con popoli provenienti dal sud e sud-est. Nel 1697, Yu Yong-he (郁永和) arrivò a Taiwan per procurarsi dello zolfo, di cui si diceva che l'isola fosse particolarmente ricca. La sua testimonianza degli insediamenti aborigeni lungo il mare, nella pianura a ovest e nel bacino di Taipei, è una delle principali fonti di informazione di quei tempi sulle abitudini degli aborigeni taiwanesi.

### Il periodo europeo
Esiste un numero enorme, e ancora relativamente poco studiato, di informazioni relative al periodo di colonizzazione europeo che va dal 1623 al 1662: durante tale lasso di tempo, gli olandesi stabilirono una colonia nella parte sud-occidentale di Taiwan (vicino all'attuale Tainan), mentre gli spagnoli un'altra colonia, nella parte settentrionale (vicino all'attuale Keelung). In tal modo, ambedue i popoli vennero in contatto varie volte coi popoli delle pianure, e in minor misura anche coi popoli delle montagne.
Le fonti più attendibili provengono dalla Compagnia Olandese delle Indie Orientali (VOC): quando gli olandesi arrivarono al porto di Tainan (nell'odierno distretto di Anping) nel 1624, riuscirono a creare una relazione di amicizia con i rappresentanti dei villaggi più vicini, i quali parlavano un idioma denominato dagli olandesi Siraya. A quell'epoca i vari villaggi erano divisi in fazioni spesso in conflitto fra di loro. Ad esempio, viene riportato che il villaggio di Sinckan (l'attuale Sinshih) era in guerra con il villaggio di Mattau (Madou) e con il suo alleato Baccluan, mentre il villaggio di Soulang manteneva una difficile neutralità. Nel 1629 un contingente olandese venne massacrato dagli abitanti di Mattau presso le rive di un fiume, dopo un ulteriore peggioramento delle relazioni.
Nel 1635, grazie all'arrivo di rinforzi provenienti da Batavia (l'attuale Giacarta, capitale dell'Indonesia), l'esercito olandese riuscì a conquistare Mattau. Il villaggio era il più potente della zona, e la sua sottomissione spinse i villaggi limitrofi a offrire agli olandesi accordi di pace. Questo episodio segna la nascita della Pax Hollandica, che gradualmente si allargò a vaste porzioni dell'isola di Taiwan terminando solo nel 1662, quando le forze lealiste Ming facenti capo a Zheng Chenggong portarono la famiglia reale Zheng a Taiwan in nome della ormai sconfitta dinastia Ming.
Una delle istituzioni caratteristiche del periodo olandese era il landdag, una riunione annuale dei capi tribali (ouders) presieduta dal governatore olandese, che consegnava ad ogni capo tribù un foulard di velluto nero, un bastone di bambù intarsiato d'argento e una bandiera rappresentante il principe d'Orange, in segno di alleanza fra la VOC (Compagnia Olandese delle Indie Orientali) e le varie tribù. Gli aborigeni in cambio donavano al governatore delle foglie di palma in segno di sottomissione.
Nel corso della loro dominazione, gli olandesi non mancarono di costruire scuole e chiese. I reverendi Georgius Candidius e Robertus Junius appresero l'idioma locale in modo tale da poter insegnare ai giovani aborigeni a scrivere il proprio linguaggio nell'alfabeto latino. La latinizzazione olandese sopravvisse fino al XVIII secolo, per finire poi abbandonata, ma delle testimonianze di tale fenomeno rimangono impresse su alcune steli in pietra (Sinckan writing).
Gli olandesi miravano alla scoperta di possibili vene aurifere nell'isola, e costrinsero la tribù Puyuma a rivelare dove fosse nascosto l'oro. I Puyuma portarono i coloni nell'odierna Pianura di Kalavan, dove l'oro poteva essere trovato dai letti dei fiumi. Questo evento è documentato sia dai registri olandesi dell'epoca, sia dalle tradizioni orali Puyuma.
Gli olandesi sfruttavano inoltre gli aborigeni delle pianure per procurarsi pelli di cervo da impiegare nel commercio, sia con la Dinastia Qing che con il Giappone. Fu grazie a questo che i primi cinesi Han misero piede sull'isola. Successivamente la richiesta di pelli fece diminuire drasticamente la popolazione di cervi sull'isola che, già nel 1642 scarseggiavano. Ciò ebbe un pesante impatto sulla vita degli aborigeni, poiché la maggior parte di essi dovette darsi all'allevamento di bestiame per far fronte alla mancanza di una fonte di sostentamento tanto importante com'erano stati i cervi fino a quel momento.
Il periodo coloniale olandese termina con l'arrivo del lealista Ming Zheng Chenggong (Koxinga), che, nel 1662 scacciò i coloni stabilendo una base a Taiwan, anche se l'influenza olandese era ormai ben radicata nella società aborigena. Infatti gli esploratori europei giunti a Taiwan nel XIX e XX secolo raccontano di aver ricevuto una festosa accoglienza da parte degli aborigeni, che li credevano olandesi tornati a trovarli.

### L'era della dinastia Qing
Dopo la conquista avvenuta nel 1683 da parte del governo Qing, Taiwan divenne a tutti gli effetti una colonia dell'impero cinese. I governatori permisero solo limitati insediamenti Han sull'isola e riconobbero i diritti degli aborigeni sulle terre e sugli allevamenti di cervi.
I Qing trattavano gli aborigeni al pari degli Han, imponendo anche a loro dei tributi. Per rendere popolare tale contributo, gli esattori Qing classificavano gli aborigeni delle pianure in base alla loro capacità di pagare le tasse. Le tribù che si sottomisero al pagamento delle imposte vennero definite Sek Huan (熟番), che significa "barbaro amichevole"; le tribù che invece non accettarono tale imposizione vennero definite Se Huan (生番), ossia "barbaro ostile". Più tardi, i due gruppi vennero semplicemente definiti Pingpu o Pepo (平埔 - tribù della pianura) e Gaoshan o Ge Sen (高山 - tribù della montagna). La distinzione non aveva niente a che fare con l'etnia od il luogo; alcune delle tribù Gaoshan vivevano in pianura (ad esempio gli Amis della costa orientale od i Tao di Orchid). Al gruppo degli aborigeni in senso lato ci si riferiva col termine Huan a (番仔), "barbari", ossia lo stesso termine utilizzato dagli europei.
La credenza popolare che le tribù Pingpu siano migrate sulle montagne allo scopo di sfuggire alla pressione degli immigrati Han, diventando così Gaoshan, si è dimostrata infondata: i documenti dell'epoca mostrano che le tribù delle pianure rimasero dov'erano, fondendosi a volte con gli immigrati dalla regione cinese del Fujian ed adottando i loro usi e costumi, come si può osservare anche ai giorni nostri. Il processo di assimilazione degli aborigeni delle pianure è molto simile a quello subito dai popoli del Sud-est Asiatico ai confini con l'impero cinese, assimilati anch'essi dagli Han.
Vaste zone delle pianure occidentali furono divise in grandi appezzamenti di terra in affitto chiamati Huan De Zu (番大租, ossia "grandi affitti barbari"), definizione che scomparve con la successiva dominazione giapponese. I grandi allevamenti di cervi garantiti dai Qing erano in mano alle tribù ed ai loro singoli capi. Le tribù solitamente pagavano al signore Han un affitto perpetuo chiamato "Due signori su un campo" (一田兩族), mentre gli Han più benestanti (di solito i capi militari), grazie alle grandi quantità di terre che possedevano, venivano insigniti del titolo di "governatore di vasti territori". I grandi proprietari terrieri dovevano pagare tasse equivalenti a 6-8 shi per ogni jia di terreno posseduto.
Ben presto sia gli Han che gli aborigeni escogitarono trucchi anche piuttosto pittoreschi per evadere il fisco. Sotto la guida del loro interprete ufficiale Zhang Da-jing (di etnia Hakka), la tribù degli An scambiò sei ettari di terra con degli agricoltori Han, in cambio dell'insegnamento di metodologia di costruzione di impianti di irrigazione. Siccome le tribù aborigene spesso si impossessavano di pezzi di terra dai confini non nettamente definiti, oppure facevano forti pressioni per vendere lotti di terra inutili ad un prezzo più alto, alcuni sottogruppi migrarono verso Puli ed Ilan, anche se la maggior parte delle tribù restarono nella loro zona originale, finendo col venire inglobate nella cultura Han.
Durante il regno della dinastia Qing, le popolazioni venivano classificate come "barbare" o "civili": quest'ultimo termine era sinonimo di Han. Queste distinzioni, infatti, non avevano carattere razziale, ma rimarcavano differenze esclusivamente comportamentali; l'idea diffusa in quel periodo era che si potesse diventare un Han seguendo le norme di comportamento confuciane.
Questa classificazione, prescindente dall'etnia, era dovuta al fatto che la dinastia Qing, essendo manciù, non era di etnia Han: la definizione di uno status sociale basato su dati etnici, quindi, ne avrebbe decretato la rovina. Da notare che lo stesso concetto di "razza" sotto i Qing era differente rispetto a quello delle altre dinastie imperiali, sia precedenti che successive ai Qing.

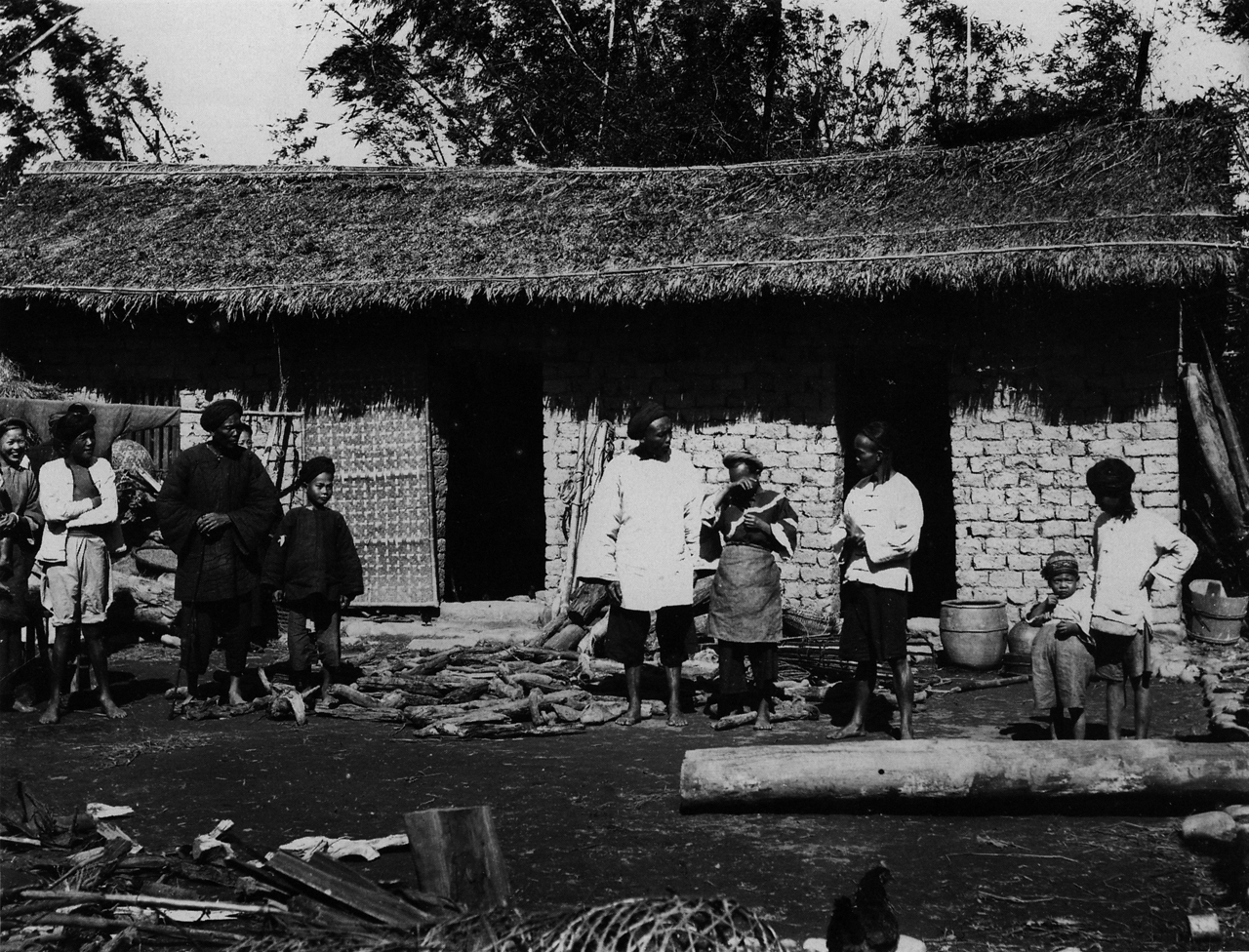
Aborigeni delle pianure di Kanatsui, nella zona di Taipei (1897)

Un esempio di questo "passaggio di identità" si riscontra negli avvenimenti avvenuti in una zona, definita dagli olandesi Rujryck (oggi parte della città di Taipei); come scritto su una petizione risalente al settimo anno di regno dell'imperatore Qianlong e firmata dai capi dei vari villaggi, "Noi non possediamo cognomi originari; per favore amici cinesi, donateci i cognomi degli Han, dei Pan, dei Chen, dei Li, dei Wang, dei Tan, etc.". Assumere un nome Han era una regola fondamentale per poter giungere a comprendere le norme comportamentali confuciane. 
Nell'Impero Qing i valori religiosi espressi di Confucio erano necessari per poter essere considerati una persona completa. Spesso, grossi gruppi di aborigeni assumevano tutti lo stesso cognome in segno di fratellanza, legami che venivano suggellati da un oggettivo ed impegnativo patto di sangue che comportava, ad esempio, l'impegno a dare all'altro un immediato aiuto in momenti di difficoltà. I vari gruppi collegavano fra di loro i cognomi ad un albero genealogico, realizzando di fatto una parentela basata non su legami parentali oggettivi, ma su l'appartenenza a gruppi di mutuo soccorso, a differenza di ciò che avveniva in Cina. Questa pratica era assai diffusa, anche in funzione del fatto che molti aborigeni delle pianure intrecciarono legami di sangue con gli immigrati Han per guadagnarsi la protezione dalle tribù rivali.
L'incerto scenario che riteneva gli aborigeni taiwanesi fuggiti sulle montagne, divenendo di conseguenza Gaoshan, è stato smentito dalle migrazioni delle tribù delle pianure agli inizi del XIX secolo. I Gaoshan si sono adattati nel corso dei secoli a condurre una vita in alta montagna, e questo risulta evidente dalle loro tecniche di caccia, dalle tradizioni orali e dalla loro stessa costituzione fisica. Le rimanenti tribù di pianura resistite all'assimilazione Han, decisero di spostarsi verso aree lontane dall'interferenza cinese. Nel 1804, un gruppo di circa 1.000 aborigeni di pianura attraversò i monti centrali dell'isola per stanziarsi nella città di Yilan, vicino all'odierna Luodong, mentre una seconda ondata migratoria avvenuta nel 1823 ebbe come meta il bacino del fiume Puli. 
Questi gruppi erano formati prevalentemente dalle famiglie più povere delle contee di Changhua e Tanshui; questo risulta evidente dal fatto che gli insediamenti portavano il nome delle città di origine degli abitanti. All'inizio del XX secolo, vaste zone dell'isola erano ancora in mano ai capi tribù aborigeni, come risulta dagli acquisti di grandi appezzamenti di terra da parte dei giapponesi per la costruzione di piste d'atterraggio, discariche o zone industriali. Prima del XV secolo, gli aborigeni vivevano dappertutto sull'isola, ma quelli stanziati nella zona costiera occidentale finirono per fondersi con i coloni cinesi Han, mescolando ulteriormente la composizione etnica e tribale di Taiwan.

## Popoli delle pianure e popoli delle montagne

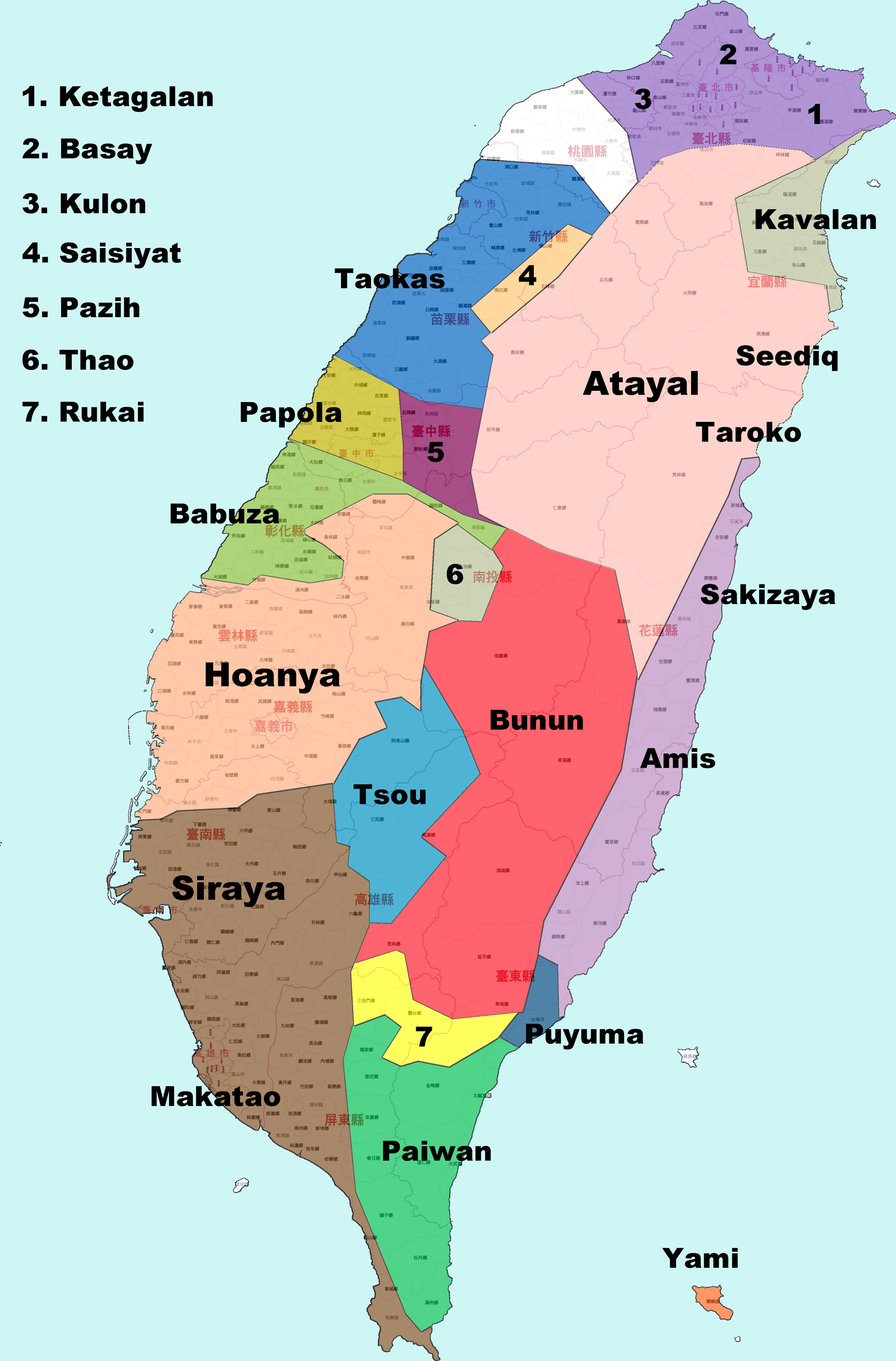
Distribuzione delle tribù

Anche se vengono tradizionalmente descritte due popolazioni distinte, da un punto di vista strettamente etnologico non esiste alcuna distinzione rilevante tra le tribù dei monti interni dell'isola e quelle che invece abitano le pianure. Tale distinzione venne introdotta dagli immigrati Han, che colonizzarono le pianure occidentali di Taiwan. 
Nel prendere contatto con i popoli delle pianure, più aperti a culture non-native grazie alla favorevole posizione geografica, essi ne elogiarono l'ospitalità chiamandoli "gli aborigeni civilizzati" (熟番); notando invece l'innata diffidenza dei popoli che vivevano sui monti centrali dell'isola, essi li definirono "gli aborigeni selvaggi" (生番).
Questa differenziazione fu mantenuta in seguito dagli antropologi giapponesi, durante il dominio nipponico (fino al 1945): fu pertanto usato l'appellativo di "Aborigeni delle Pianure" (Pepohoan, 平埔族) per riferirsi ai "civilizzati", e "Aborigeni delle Montagne" (高砂族) per riferirsi ai "selvaggi". Queste descrizioni sono a tutt'oggi usate dai cinesi per differenziare le varie tribù.
Tra le tribù oggi ufficialmente riconosciute, i Kavalan sono l'unico gruppo tra gli "Aborigeni delle Pianure" ad essere considerati a tutti gli effetti come etnia tribale. Gli altri undici gruppi sono tradizionalmente definiti come "Aborigeni delle Montagne". In realtà tra di loro, rendendo palese una contraddizione, vi sono gli Amis e i Puyuma che vivono nelle pianure ad est dell'isola, e i Tao, che vivono nell'isola di Orchid. La popolazione degli Aborigeni di Taiwan è stata stimata nel 2004 intorno alle 440.000 persone, ossia il 2% circa della popolazione taiwanese.

### Storia dei riconoscimenti
Nove gruppi aborigeni erano già stati riconosciuti prima del 1945, dal governo coloniale giapponese.
I Thao, i Kavalan ed i Truku sono stati riconosciuti, da parte del governo di Taiwan tra il 2001 ed il 2004. 
I Sakizaya, precedentemente considerati insieme agli Amis, sono diventati la tredicesima etnia riconosciuta il 17 gen 2007. Dal 23 aprile 2008, anche i Seediq, precedentemente considerati con gli Atayal, sono ufficialmente la quattordicesima.
Il 26 giugno 2014, il governo taiwanese, ha riconosciuto ufficialmente i Kanakanavu, come la 16ª tribù aborigena dell'isola.

### I gruppi
Attualmente (2015), i gruppi di Aborigeni riconosciuti dal governo di Taiwan sono i seguenti:
- Amis - 阿美 (Ami, Pangcah)
- Atayal - 泰雅 (Tayal, Tayan)
- Bunun - 布農
- Kanakanavu 卡那卡那富
- Kavalan - 噶瑪蘭
- Paiwan - 排灣
- Puyuma - 卑南
- Rukai - 魯凱
- Saaroa - 拉阿魯哇 (Hla'alua)
- Sakizaya - 撒奇萊雅 (Sakiray)
- Saisiyat - 賽夏 (Saisiat)
- Tao - 雅美 (Yami 達悟)
- Thao - 邵
- Truku - 太魯閣 (Taroko)
- Tsou - 鄒 (Cou)
  - Tsou del Nord
  - Tsou del Sud
- Seediq - 賽德克

Altri gruppi, non riconosciuti, sono:
- Babuza - 貓霧捒
- Basay - 巴賽
- Hoanya - 洪雅, 洪安雅
- Ketagalan - 凱達格蘭
- Luilang - 雷朗
- Pazeh/Kaxabu - 巴宰, 巴則海 (Pazih)
- Popora - 巴布拉
- Qauqaut - 猴猴
- Siraya - 西拉雅
- Taokas - 道卡斯
- Trobiawan - 多囉美, 多囉美遠

### Le tribù degli altopiani
Poco si sapeva degli aborigeni degli altopiani fino a quando, fra la fine del XIX e l'inizio del XX secolo, gli esploratori e missionari occidentali stabilirono i primi, sporadici, contatti. Il motivo di questo approccio così tardivo era da ricercarsi nella quarantena posta dai Qing sulla zona che corre oltre il confine orientale della pianura occidentale dell'isola. I contatti avuti dagli Han con gli aborigeni della montagna erano legati soprattutto al commercio della canfora, allora usata come erba medicinale e come antitarme, incontri che spesso si concludevano con l'uccisione dei mercanti Han. Gli aborigeni delle pianure fungevano spesso da interpreti nel commercio di beni fra gli Han e gli aborigeni delle montagne. Questi barattavano vestiti, pellicce e carne con armi da fuoco e acciaio.

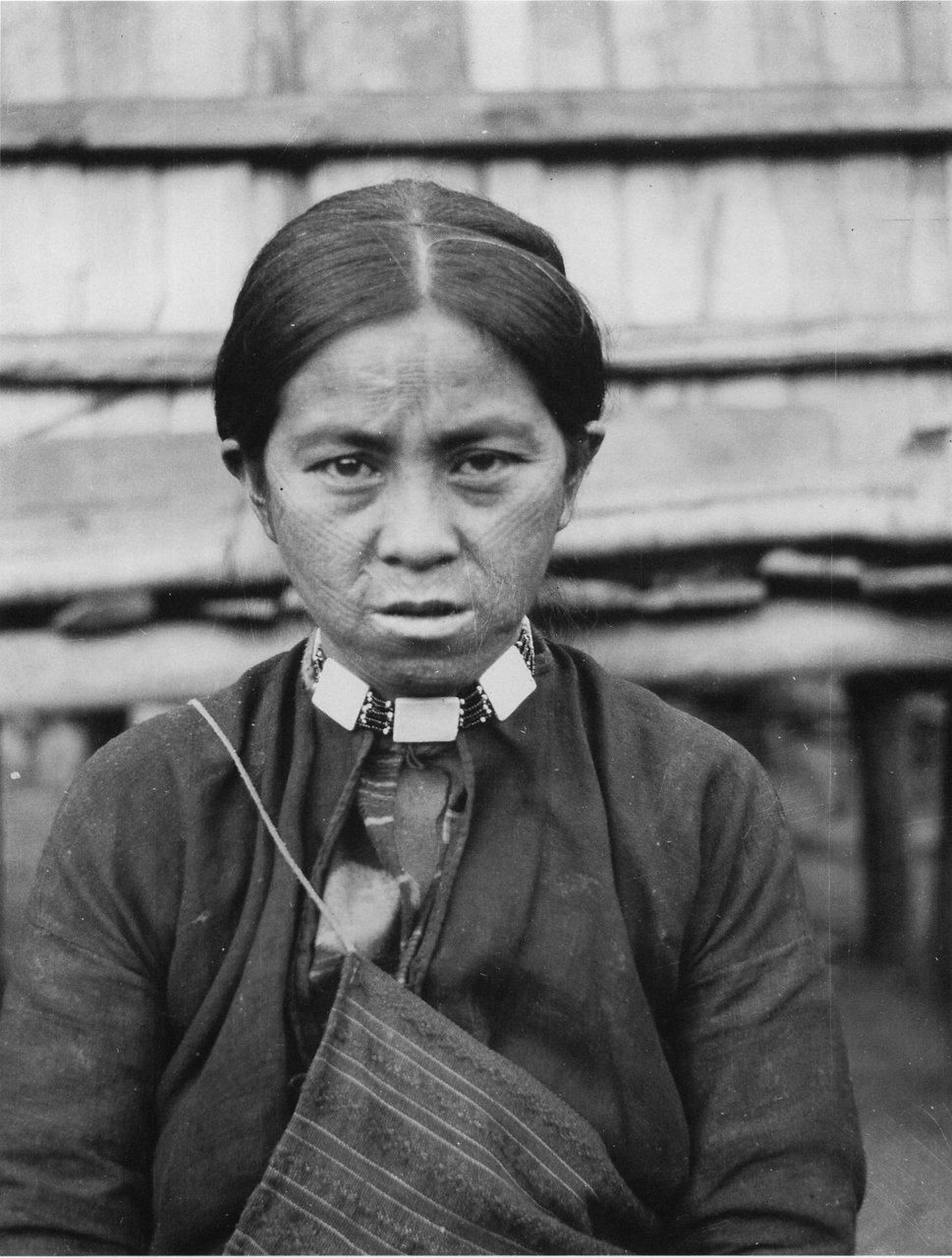
Una donna Atayal; presso gli Atayal i tatuaggi sul volto indicano maturità e possono essere applicati indifferentemente a maschi e femmine. Questa tradizione fu abolita e proibita sotto il dominio giapponese.

La prima ricerca sul campo delle tribù degli altopiani fu svolta nel 1897 dall'antropologo giapponese Inō Kanori, cui si affiancò più tardi il collega Torii Ryuzo. L'opera pubblicata dai due studiosi fungerà da pietra miliare per tutti gli studi successivi sugli aborigeni taiwanesi. Kanori si batté in favore dei diritti degli aborigeni, supportando l'idea che essi non fossero inferiori ai dominatori sotto nessun punto di vista (contrariamente a quanto fatto dai cinesi). Inoltre, scrisse che ascoltare gli aborigeni avrebbe reso il controllo dell'isola notevolmente più facile.
Le ricerche dei giapponesi portarono alla classificazione di otto tribù di aborigeni taiwanesi: Atayal, Bunun, Saisiat, Tsou, Paiwan, Puyuma, Ami e Pepo di pianura. Questa suddivisione venne accettata e ratificata dal governatore, il visconte Kodama. Tuttavia, ricerche successive ritennero questa classificazione sommaria, in quanto Atayal significa "io" e gli Ami chiamano sé stessi Tao, infatti ami in lingua Tao vuol dire "noi". I Paiwan venivano inizialmente chiamati Ruval e Batsul, un termine che essi usavano invece in riferimento ai Rukai. I Puyuma vennero così chiamati a causa della città di Beinan, più che per un nome tribale. Anche se i Pepo vennero riconosciuti come tribù, non vennero difesi, mentre la località di Pong So No Daoo (Orchid Island/Lanyu), dove vivono i Tao, fu preclusa agli estanei (eccettuati antropologi e scienziati) fino al 1930, venendo adibita a riserva naturale.
Per gli aborigeni della montagna la situazione cambiò poco, fino all'occupazione giapponese nel 1895. Quando infatti i giapponesi occuparono l'isola, le loro ambizioni erano di trasformarla in un modello coloniale per le conquiste successive. Gli aborigeni vennero così segregati nelle riserve e venne vietata loro ogni interazione con gli altri popoli. Quelli delle pianure vennero costretti a vestire gli indumenti tipici della loro cultura e a praticare i rituali ormai dimenticati, al fine di preservare la loro identità culturale: vennero inoltre espropriate tutte le loro terre. Le prime campagne di sottomissione furono spesso brutali, con continui bombardamenti navali e aerei ed anche con l'uso indiscriminato di gas.
Nel 1910 i giapponesi iniziarono a incorporare gli aborigeni nello stile di vita giapponese: furono costruite scuole anche nei villaggi d'alta montagna, il cui sindaco era spesso anche il comandante della stazione di polizia e il preside. Le materie d'insegnamento erano matematica, etica, giapponese. La designazione amministrativa sotto la dominazione giapponese divenne ereditaria, complicando ulteriormente la situazione.
All'inizio del 1940, il 71% dei bambini aborigeni frequentava la scuola e la cultura giapponese stava soppiantando di fatto quella tradizionale. La parola Takasago zoku (高沙族, razza formosana) rimpiazzò quella di hoan-á (番仔, barbaro) come termine usato per indicare gli aborigeni. I giapponesi spesero molto tempo ed energia per estirpare le tradizioni giudicate inutili, quali l'infanticidio, la caccia delle teste o l'usanza di tatuare il corpo.

### I cacciatori di teste
Quasi tutte le tribù degli altopiani, (esclusi gli Yami/Tao), erano molto temute per la loro fama di cacciatori di teste, attività considerata segno di coraggio e forza. Gli appartenenti alla tribù Bunun, erano soliti scrivere preghiere sulle frecce che venivano usate per uccidere i prigionieri da decapitare, nella speranza che esse arrivassero ai loro morti. Una volta staccate al nemico, venivano bollite e messe ad essiccare su pali o apposite mensole: spesso le teste venivano donate in segno di amicizia, oppure appese a protezione del villaggio.
I coloni Han erano i bersagli favoriti dei cacciatori di teste, che li consideravano bugiardi e codardi. La tecnica di caccia consisteva nell'appiccare fuoco ad una casa od un campo e tagliare la testa agli abitanti che fuoriuscivano per non bruciare vivi. I figli delle vittime divenivano spesso membri della tribù a tutti gli effetti. Gli ultimi gruppi a praticare la caccia alle teste sono stati i Paiwan, i Bunun, e gli Atayal, dopodiché la pratica, abolita dai giapponesi nel 1930, lentamente scemò e scomparve.
Il dominio giapponese introdusse inoltre presso gli aborigeni una forma di dittatura militare che si sostituì alle loro regole tribali. Gli aborigeni consideravano l'istruzione un mezzo più efficace della caccia alle teste per guadagnare potere dato che coloro i quali avessero appreso le regole dei giapponesi avrebbero potuto governare un villaggio.
Verso la fine della seconda guerra mondiale, gli aborigeni i cui padri morirono nelle campagne di pacificazione, accettarono di morire per difendere l'imperatore giapponese. La maggior parte dei vecchi aborigeni a tutt'oggi non parla il cinese mandarino, ma si identifica col Giappone e come seconda lingua parla giapponese.

### Il predominio dei nazionalisti cinesi
Quando il governo nazionalista cinese (Kuomintang) giunse su Taiwan, temeva che le regioni montagnose colpite dalla povertà potessero costituire un rifugio sicuro per i futuri simpatizzanti comunisti. Il KMT associava gli aborigeni alla dominazione giapponese e di conseguenza essi vennero ridefiniti come shanbao (山胞) ovvero "compatrioti della montagna".
Nel 1946, le scuole rurali giapponesi furono sostituite da centri ideologici del KMT. Documenti provenienti dall'Ufficio dell'Istruzione mostrano un programma scolastico impregnato di propaganda politica con enfasi sulla lingua, la storia ed il valore della cittadinanza cinesi. Un rapporto governativo del 1953 sulle zone di montagna affermava che i suoi fini erano principalmente quelli di promuovere il cinese al fine di rafforzare una prospettiva nazionale e di stabilire usanze costruttive fra gli aborigeni. Tutto ciò venne incluso nella politica dello Shandi Pingdi Hua (山地平地化), "per rendere le montagne simili alle pianure".
La carenza di insegnanti durante gli anni iniziali di governo del KMT creò notevoli lacune nell'istruzione degli aborigeni, poiché i già pochi insegnanti cinesi che vivevano a Taiwan molto raramente erano disposti ad andare a insegnare sulle montagne. La maggior parte dell'istruzione degli aborigeni fu opera di insegnanti non qualificati che sapevano parlare il Mandarino ed insegnare le basi dell'ideologia cinese nazionalista.
Nel 1951 fu ideato ed intrapreso un piano più vasto, volto a cambiare i costumi degli aborigeni avvicinandoli a quelli cinesi Han. Contemporaneamente gli aborigeni che avevano prestato servizio nell'esercito imperiale giapponese furono richiamati in servizio per combattere le sanguinose battaglie per il possesso di Kinmen e Matsu, le due isole sotto amministrazione R.O.C. (Republic Of China) più vicine alle coste della Cina continentale.
I soldati del KMT in ritirata dalla Cina continentale spesso sposavano donne aborigene, ("più facili da comprare"), che provenivano dalle aree più povere. La politica ufficiale sull'identità degli aborigeni era basata su un rapporto 1:1, lasciando che da ogni matrimonio misto si generasse un figlio da considerarsi cinese. Più tardi la politica fu adattata in modo che l'etnia del padre condizionasse di fatto quella del figlio.
Il campo degli studi sugli aborigeni era stato quasi eliminato dai programmi scolastici di Taiwan, favorendo il pregiudizio che tutto fosse cinese allo scopo di consolidare, anche da un punto di vista culturale, la dominazione del KMT su Taiwan. Questo causò il deperimento e la perdita di alcuni dialetti e l'imposizione del pensiero che essere un aborigeno era una vergogna. Anche al giorno d'oggi pochissimi taiwanesi sono disposti ad accettare l'idea di avere ascendenti aborigeni, sebbene studi recenti mostrino un alto grado di mescolamento fra cinesi ed aborigeni.
Uno studio del 1994 ha dimostrato che il 71% delle famiglie prese in esame sarebbero contrarie se i loro figli decidessero di contrarre un matrimonio con un aborigeno.
A partire dalla metà degli anni novanta il governo della Repubblica di Cina ha intrapreso dei passi in avanti per far riscoprire alla popolazione che essere aborigeni dev'essere fonte d'orgoglio e non di vergogna, per accrescere i loro diritti come parte integrante del processo di taiwanizzazione. Nel 1996 è stato fondato un organo di livello ministeriale all'interno dell'Esecutivo Yuan, il Consiglio dei Popoli Aborigeni (Council of Indigenous Peoples), per fornire un punto centrale di supervisione del governo agli affari indigeni, nonché come interfaccia centrale per consentire alla comunità indigena di Taiwan di interagire con il governo.
Gli aborigeni hanno iniziato a giocare un ruolo importante nell'organizzazione dell'istruzione locale e dell'ambiente, cominciando a tenere conferenze sull'autonomia delle regioni e sulla necessità di tenere lezioni obbligatorie di lingua aborigena nelle scuole pubbliche. In questo senso sono stati fatti alcuni importanti passi avanti: dal 1998 il programma ufficiale nelle scuole di Taiwan è stato modificato, ed ora, grazie a questo, la dialettica sulla condizione aborigena è più diffusa. Il governo ha anche messo a disposizione fondi considerevoli per aprire musei e centri culturali focalizzati sulle tribù delle pianure e sulle tradizioni degli aborigeni di Taiwan. Man mano che la ricerca progrediva è divenuto chiaro che la composizione etnica dei taiwanesi non rispecchiava la semplicistica classificazione normalmente usata dai vari dominatori: il ricercatore Lee Teng-Hui, effettuato degli screening sul DNA, ha rivelato la presenza di geni di origine aborigena anche nelle etnie Hakka e Fujian.
I sostenitori dell'indipendenza taiwanese vedono nell'interesse sugli argomenti che riguardano gli aborigeni un graduale movimento verso la costituzione di una nazionalità e la creazione di un'alternativa all'identità cinese forzatamente proposta nei decenni precedenti. Da parte loro i sostenitori di una riunificazione cinese non obiettano in generale all'interesse verso questioni che riguardano gli aborigeni e sostengono che questo illustra l'ampiezza e la diversità dell'identità cinese: fanno inoltre notare che questo interesse nei popoli indigeni è parallelo al simile interesse che c'è nella Cina continentale verso altre etnie come gli uiguri, i tibetani ed i mongoli.

## Gli aborigeni oggi

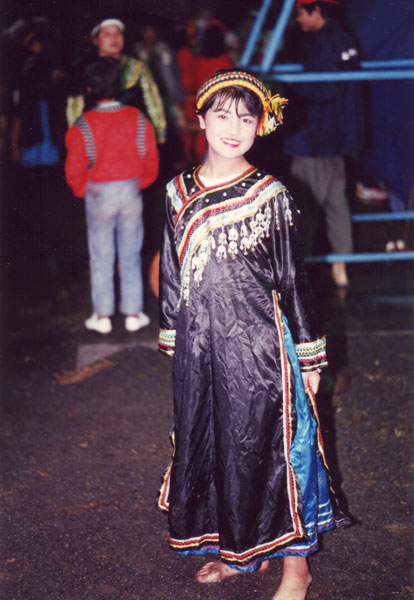
Danzatrice Bunun ripresa prima della sua performance a Lona, Taiwan.

Gli aborigeni, secondo il corrente standard di identificazione governativo, costituiscono meno del 2% della popolazione totale di Taiwan. Il boom economico che Taiwan ha sperimentato durante l'ultimo quarto del XX secolo è risultato nella migrazione di un gran numero di aborigeni (il 34% dell'intera popolazione aborigena) dai loro villaggi alle grandi città, dove sono serviti come forza lavoro a basso costo soprattutto nell'ambito delle costruzioni, dato che, non avendo potuto ricevere una sufficiente istruzione nelle loro riserve, mancavano di altre capacità e competenze.
Gli aborigeni divennero abili lavoratori per le costruzioni in ferro e le imprese di costruzione dell'isola spesso li sceglievano per i progetti più difficili.
Il risultato fu un esodo di massa dei membri delle tribù dalle loro terre tradizionali, e ad un'alienazione culturale dei giovani nei villaggi, impossibilitati ad imparare la loro lingua e le loro usanze, in quanto impegnati nel lavoro in città. Costrette a convivere nelle stesse città, le varie tribù formarono rapidamente legami fra loro, accomunate dalle medesime motivazioni: cominciarono a vedersi nei quartieri poveri le prime bande formate da giovani aborigeni.
Recenti leggi che regolano l'impiego di lavoratori indonesiani, vietnamiti e filippini, hanno reso agli aborigeni più difficoltosa la ricerca del lavoro. Alcuni si sono dedicati al turismo per guadagnarsi da vivere. A causa della stretta prossimità delle terre degli aborigeni alle montagne, molte tribù hanno pensato di guadagnare impegnandosi nello sfruttamento turistico di acque termali e stazioni sciistiche, dove offrono anche intrattenimenti (canti e danze tribali) da aggiungere alle offerte turistiche. Questo comportamento viene spesso criticato in quanto va a ledere l'immagine e la cultura aborigene, mercificandole e dando adito alla creazione di stereotipi.
Gli aborigeni di Taiwan sono anche divenuti il simbolo della consapevolezza ecologica sull'isola poiché molti problemi ambientali sono stati sollevati proprio da loro, spesso vittime di progetti inquinanti approvati dal governo. Il caso in maggior evidenza è il sito di stoccaggio dei rifiuti nucleari sull'isola di Orchid: si tratta di una piccola isola tropicale situata a 60 km (30 miglia nautiche) al largo della costa sud-orientale di Taiwan. Le 4.000 persone che vi vivono appartengono perlopiù alla tribù Tao, ed hanno vissuto di pesca e coltivazione del taro per oltre 1.000 anni. Nel 1970 l'isola venne indicato come un possibile sito di stoccaggio di rifiuti nucleari a bassa e media attività.

Sebbene popolata, venne scelta in quanto era economico costruirvi le infrastrutture necessarie per lo stoccaggio, e la popolazione (tenuta all'oscuro) non avrebbe comunque dovuto creare problemi.
I Tao sostengono che i rappresentanti del KMT abbiano proposto loro la costruzione di un impianto di inscatolamento del pesce in cambio del nulla osta alla costruzione del sito di stoccaggio per i 98.000 barili di scorie nucleari, che avrebbe dovuto sorgere a 100 metri dai campi di pesca di Immorod. La popolazione Tao, oppostasi fermamente al progetto, è da allora in prima linea nel movimento anti-nucleare ed ha lanciato diversi appelli e proteste volte alla rimozione dei rifiuti, che secondo loro hanno provocato decessi e malattie. La concessione d'uso del terreno è scaduta, ma dev'essere ancora individuato un sito alternativo di stoccaggio. Il commissario della Contea di Taitung si è offerto per immagazzinare i rifiuti a Taimali (Timmuri), nella riserva dei Puyuma, ma l'idea non è stata accettata dalla popolazione residente.

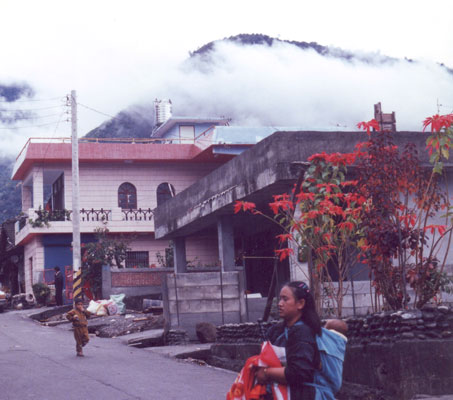
Madre Bunun col figlio in braccio nel villaggio di Lona, Taiwan.

È attualmente attivo un movimento non aborigeno favorevole al reinsediamento degli aborigeni nelle loro residenze tradizionali, per mantenere in vita la loro cultura, rinnovare i loro idiomi e contemporaneamente a mantenersi economicamente grazie allo sviluppo ed al potenziamento di attività come eco-turismo, ricamo, vendita di incisioni tribali, gioielleria e musica tradizionale, diventati ormai la nuova economia di sostentamento per le popolazioni aborigene.
Il governo centrale ha preso provvedimenti per realizzare lo spelling occidentalizzato dei nomi aborigeni presenti nei documenti ufficiali, superando la vecchia politica mantenuta a lungo di forzare l'aborigeno ad assumere un nome cinese. Una politica più rispettosa ora permette di scegliere per i figli il loro nome ufficiale, anche se sono nati da genitori misti aborigeni/Han.

## Aborigeni e politica
Dal punto di vista politico, gli aborigeni Taiwanesi, qualora votino, tendono a votare in massa per il Kuomintang. Sebbene ciò possa sembrare sorprendente alla luce della promozione della cultura aborigena da parte della coalizione dei verdi, questo schema di voto può essere dovuto a necessità economiche: le zone in cui risiedono gli aborigeni, infatti, sono solitamente assai povere e quindi dipendono dalle organizzazioni create dal Kuomintang. Un aspetto curioso delle elezioni taiwanesi è che i candidati per i seggi aborigeni concorrenti nelle liste della coalizione blu usano generalmente nomi "cinesizzati" mentre i candidati concorrenti per i seggi della coalizione verde tendono ad usare i nomi originali aborigeni.

### In lingua inglese
- Bellwood, Peter. 1979. Man's Conquest of the Pacific. New York, Oxford University Press. ISBN 0-19-520103-5
- Ed. Blundell, David. 2000. Austronesian Taiwan: Linguistics; History; Ethnology; Prehistory. Taipei, Shung Ye Museum of Formosan Aborigines Publishing. ISBN 0-936127-09-0
- Ed. Blusse, Leonard & Everts, Natalie. 2000. The Formosan Encounter: Notes on Formosa's Aboriginal Society-A selection of Documents from Dutch Archival Sources Vol. I & Vol. II. Taipei, Shung Ye Museum of Formosan Aborigines. ISBN 957-99767-2-4 & ISBN 957-99767-7-5
- Blust, Robert A. Austronesian Root Theory. 1988. Philadelphia, John Benjamins Publishing. ISBN 90-272-3020-X
- Borao Mateo, Jose Eugenio 2002. Spaniards in Taiwan Vol. I & Vol. II. Taipei, SMC Publishing. ISBN 957-638-566-0 & ISBN 957-638-589-X
- Brown, Melissa J. Is Taiwan Chinese? : The Impact of Culture, Power and Migration on Changing Identities. 2004, University of California Press. ISBN 0-520-23182-1
- Campbell, Rev. William. 1915. Sketches of Formosa. Marshall Brothers Ltd. London, Edinburgh, New York, reprinted by SMC Publishing Inc 1996. ISBN 957-638-377-3
- Chen, Chiu-kun, 1997, Qing dai Taiwan tu zhe di quan, (Land Rights in Qing Era Taiwan), Academia Historica, Taipei, Taiwan. ISBN 957-671-272-6
- Cohen, Marc J. 1988. Taiwan At The Crossroads: Human Rights, Political Development and Social Change on the Beautiful Island. Asia Resource Center, Washington D.C.
- Ed. Faure, David. 2001. In Search of the Hunters and Their Tribes. Taipei, Shung Ye Museum of Formosan Aborigines Publishing. ISBN 957-30287-0-0
- Ed. Harrison, Henrietta. 2001. Natives of Formosa: British Reports of the Taiwan Indigenous People, 1650-1950. Taipei, Shung Ye Museum of Formosan Aborigines Publishing. ISBN 957-99767-9-1
- Hong, Mei Yuan, 1997, Taiwan zhong bu ping pu zhu (Plains Tribes of Central Taiwan), Academia Historica, Taipei, Taiwan.
- Hsu, Mutsu, 1991, Culture, Self and Adaptation: The Psychological Anthropology of Two Malayo-Polynesian Groups in Taiwan. Institute of Ethnology, Academia Sinica, Taipei, Taiwan. ISBN 957-9046-78-6.
- Keliher, Macabe.2003. Out of China or Yu Yonghe's Tales of Formosa. Taipei, SMC Publishing. ISBN 957-638-629-2
- Ed. Knapp, Ronald G. China's Island Frontier: Studies in the Historical Geography of Taiwan. 1980. Honolulu, University of Hawaii Press. ISBN 957-638-334-X
- Leo T.S. Ching. 2001. Becoming “Japanese”. Berkeley, University of California Press. ISBN 0-520-22551-1
- Li, Paul Jen-Kuei & Tsuchida Shigeru. 2001. Pazih Dictionary. Academia Sinica Institute of Linguistics, Taipei, Taiwan. ISBN 957-671-790-6
- Li, Paul Jen-Kuei and Tsuchida, Shigeru. 2002. Pazih Texts and Songs. Institute of Linguistics Preparatory Office, Academia Sinica. ISBN 957-671-888-0
- Interview: 2003: Lin Tan Ah (age 94) -in Shi Men, Ping Tung
- Mackay, George L. 1896. From Far Formosa. London, Oliphant Anderson and Ferrier, Reprinted 1991, 1998, SMC Publishing, Taipei. ISBN 957-638-072-3
- Meskill, Johanna Menzel. 1979. A Chinese Pioneer Family: The Lins of Wu-Feng, Taiwan 1729-1895. Princeton University Press, Princeton New Jersey
- Montgomery-McGovern, Janet B. 1922. Among the Head-Hunters of Formosa. Boston, Small Maynard and Co. Reprinted 1997, SMC Publishing, Taipei. ISBN 978-957-638-421-9
- Interview: 2003: Pan Jin Yu (age 93) -in Puli
- Peng, Tan Ming, 1999, Da du she gu wen shu (Old Records of the Da Du Tribes), Academia Historica, Taipei, Taiwan. ISBN 957-02-7661-4
- Peng, Tan Ming, 2000, Ping pu bai she gu wen shu (Old Records of 100 Plains Villages), Academia Historica, Taipei, Taiwan. ISBN 957-01-0937-8
- Pickering, W.A. 1898. Pioneering In Formosa. London, Hurst and Blackett, Republished 1993, Taipei, SMC Publishing. ISBN 957-638-163-0:
- Ed. Rubinstein, Murray A. 1999. Taiwan: A New History. New York, M.E. Sharpe, Inc. ISBN 1-56324-816-6
- Shepherd, John R. 1993. Statecraft and Political Economy on the Taiwan Frontier, 1600-1800. California, Stanford University Press. Reprinted 1995, SMC Publishing, Taipei. ISBN 957-638-311-0
- Shepherd, John Robert. 1995. Marriage and Mandatory Abortion among the 17th Century Siraya. The American Anthropological Association, Arlington VA
- Taylor, George. Ed. Dudbridge, Glen. 1999. Aborigines of South Taiwan in the 1880s. Taipei, Shung Ye Museum of Formosan Aborigines Publishing. ISBN 957-99767-1-6
- Teng, Emma Jinhuang. 2004. Taiwan's Imagined Geography: Chinese Colonial Travel Writing and Pictures, 1683-1895. Harvard University Press, Cambridge MA, ISBN 0-674-01451-0
- Wilson, Richard W. 1970. Learning To Be Chinese: The Political Socialization of Children in Taiwan. Massachusetts Institute of Technology, Cambridge, MA
- Yosaburo Takekoshi. 1907. Japanese Rule in Formosa. London, Longmans, Green and Co. Reprinted 1996, SMC Publishing, Taipei. ISBN 957-638-378-1